# Руслан (фильм)
«Руслан» (англ. Driven to Kill) — американский художественный фильм в жанре боевика, снятый режиссёром Джеффом Кингом и вышедший непосредственно на DVD в 2009 году. Главные роли в фильме исполнили Стивен Сигал, Игорь Жижикин, Инна Коробкина.

## Сюжет
Руслан — успешный писатель криминальных романов, которые основаны на историях из его далекого прошлого. Однажды он приезжает на свадьбу своей дочери и сына его старинного приятеля Михаила. Со времени последней встречи с Михаилом многое изменилось, Михаил стал лидером крупной преступной группировки. Руслан слишком поздно понимает, во что оказалась втянута его семья. В день свадьбы случается страшная трагедия: бандиты расстреливают его дочь и жену. Жена погибает на месте, а дочь в тяжелом состоянии попадает в больницу. Руслан винит во всем себя и своё прошлое и начинает мстить. Теперь месть становится его настоящим призванием.

## В ролях
- Стивен Сигал — Руслан Драчев / Ruslan Drachev
- Лора Меннелл — Лейни Драчева / Lanie Drachev
- Игорь Жижикин — Михаил Абрамов / Mikhail Abramov
- Дмитрий Чеповецкий — Стефан Абрамов / Stefan Abramov
- Инна Коробкина — Кэтрин Голдстайн / Catherine Goldstein
- Холли Иглингтон — Режим / Regime
- Дэн Пэйн — Сергей / Sergey
- Зак Сантьяго — детектив Лавастич / Detective Lavastic
- Роберт Уизден — Терри Голдштейн / Terry Goldstein
- Алекс Паунович — Тони Линкс / Tony Links
- Кристал Лоу — Таня / Tanya
- Брент Стейт — Дино / Dino
- Майк Допуд — Борис / Boris
- Евгений Лазарев — бармен / Bartender
- Дэниел Кадмор — молодой парень / Young Guy